# Gibraltarska funta
Gibraltarska funta (ISO 4217: GIP) valuta je koju izdaje Vlada Gibraltara. Označava se simbolom £, a dijeli se na 100 penija. Ekvivalent je britanske funte. Novčanice imaju vlastiti dizajn, ali se ne mogu koristiti kao sredstvo plaćanja u Ujedinjenom Kraljevstvu. No, mogu se zamijeniti po tečaju 0,92:1.
Jedna gibraltarska funta sastoji se od 100 penija (penny). Kovanice su izdane u apoenima od: 1p, 2p, 5p, 10p, 20p, 50p, 1£ i 2£, a novčanice od: 5£, 10£, 20£ i 50£.